# Mohamed Ghandora
Mohamed Ghandora Lacheb (arabisch محمد غندورة, DMG Muḥammad Ġandūra; * 1936 in Casablanca) ist ein ehemaliger marokkanischer Radrennfahrer.

## Sportliche Laufbahn
Ghandora war Teilnehmer der Olympischen Sommerspiele 1960 in Rom und wurde im olympischen Straßenrennen als 46. klassiert. Im Mannschaftszeitfahren wurde sein Team in der Besetzung Mohamed El Gourch, Mohamed Ghandora, Abdallah Lahoucine und Ahmed Omar 19. des Wettbewerbs.